# Andrew Loog Oldham
Andrew Loog Oldham est un producteur, arrangeur et manager anglais, né le 29 janvier 1944 à Londres.

## Biographie
Manager des Rolling Stones jusqu'en 1967, Andrew Loog Oldham est également cofondateur du label indépendant Immediate Records, qu'il dirige de 1965 jusqu'à sa faillite en 1970.
Via son label, il propose certaines chansons du duo Jagger/Richards des Rolling Stones à ses protégés comme Out of Time à Chris Farlowe ou encore As Tears Go By à Marianne Faithfull.
Il a également travaillé à ses débuts avec la styliste anglaise Mary Quant et le manager des Beatles, Brian Epstein.
Il vit désormais en Colombie, où il produit des émissions de radio.

## Publication
- Rolling Stoned, Andrew Loog Oldham (trad. Nikola Acin), Flammarion, coll. « Pop Culture Musique », Paris, 2006  (ISBN 978-2080689719)

### Radio
- « "Les Rolling Stones racontés comme votre vie même" de François Bon », France Culture, 2012 (20 épisodes)